# ۱۳۷۶ (خورشیدی)
سال ۱۳۷۶ هجری خورشیدی، سالی عادی است.

## رویدادها

### فروردین
- انتشار آلبوم بهار من نخستین اثر شادمهر عقیلی.
- ۱۴ فروردین - کشتار تالیت در الجزایر: بجز 1 نفر از 53 ساکن تالیت توسط چریکها کشته می شوند.
- ۲۵ فروردین -  آتش سوزی در اردوگاه زائران در دشت منا ، 11 کیلومتری مکه رخ داد. 343 کشته شدند.
- ۲ اردیبهشت -  کشتار هاوک خمیستی 93 روستایی در الجزایر کشته می شوند.
- ۱۲ اردیبهشت - حزب کارگر انگلیس با اکثریت قاطع در انتخابات عمومی 1997 ، برای اولین بار پس از 18 سال با نخست وزیری تونی بلر به قدرت بازگشت.
- ۱۹ اردیبهشت -  اولین کودک سه والدی اصلاح شده ژنتیکی متولد شد.

- ۲۰ اردیبهشت: زمین‌لرزهٔ بیرجند و قائن
- ۲۱ اردیبهشت - Deep Blue از IBM در آخرین بازی از بازی برگشت گری کاسپاروف را شکست می دهد ، اولین باری است که کامپیوتر در یک مسابقه قهرمان جهانی شطرنج یک انسان را شکست می دهد.
- ۲ خرداد: انتخاب محمد خاتمی به‌عنوان رئیس‌جمهور ایران
- ۱۰ تیر -  پادشاهی انگلیس حاکمیت هنگ کنگ را به جمهوری خلق چین واگذار کرد.

- ۲۲ مرداد - اعدام خفاش شب  (معروف‌ترین قاتل زنجیره‌ای در تاریخ ایران)

- ۱۵ شهریور -  مراسم خاکسپاری دایانا ، پرنسس ولز ، در ابی وست مینستر برگزار شد که بیش از دو میلیارد نفر در سراسر جهان تماشا می کنند.
- ۸ آذر - پیروزی تیم ملی فوتبال ایران بر استرالیا و صعود به جام جهانی ۱۹۹۸ فرانسه و شادی خودجوشِ خیابانیِ میلیون‌ها ایرانی در شهرهای مختلف ایران
- ۲۸ آذر - فیلم تایتانیک جیمز کامرون ، پردرآمدترین فیلم آن زمان ، ساخته شده بر اساس فاجعه 1912 و کشف سال 1985 ، در ایالات متحده برای اولین بار به نمایش درآمد.
- تأسیس مؤسسهٔ مطالعات دریای خزر در تهران

## زادروزها

### فروردین

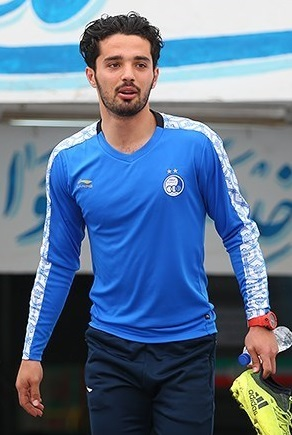
امید نورافکن

- ۸ فروردین - ارشیا الماسی، بازیکن واترپلو
- ۱۰ فروردین - شروین حاجی‌پور، خواننده
- ۱۰ فروردین - یونس امامی، کشتی‌گیر
- ۲۰ فروردین - امید نورافکن، بازیکن فوتبال
- ۲۵ فروردین - اسماعیل بابایی، بازیکن فوتبال
- ۳۰ فروردین - عارف غلامی، بازیکن فوتبال

### اردیبهشت

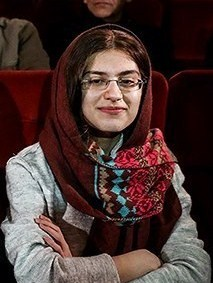
سارینا فرهادی

- ۷ اردیبهشت - سارینا فرهادی، بازیگر
- ۱۷ اردیبهشت - محمدحسین باباگلی، بازیکن فوتبال
- ۲۱ اردیبهشت - حسین ساکی، بازیکن فوتبال
- ۲۴ اردیبهشت - محمد مهدی عبدی، طراح
- ۲۸ اردیبهشت - مجید رضوی، خواننده

### خرداد
- ۲۶ خرداد - شاهین عباسیان، بازیکن فوتبال

### تیر
- ۲ تیر - زهرا بخشی، بازیکن والیبال
- ۲۱ تیر - رضا کرملاچعب، بازیکن فوتبال

### مرداد

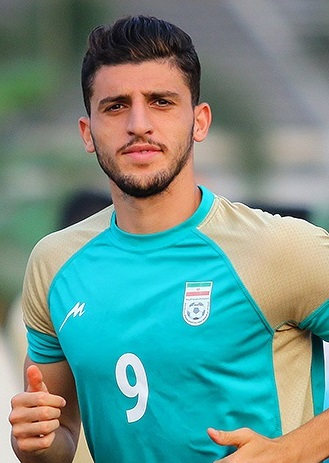
محمدمهدی مهدی‌خانی

- ۴ مرداد - محمدمهدی مهدی‌خانی، فوتبالیست

### مهر
- ۵ مهر - حامد آقایی، بازیکن فوتبال

### آبان
- ۸ آبان - علی‌اصغر مجرد، بازیکن والیبال
- ۲۰ آبان - امیرحسین باقرپور، بازیکن فوتبال

### آذر
- ۲۸ آذر - مهدی رحبی‌فر، فوتبالیست

### دی
- ۱۷ دی - رضا دهقانی، فوتبالیست

### بهمن
- ۸ بهمن - رسول آقچه لی، بازیکن والیبال

### اسفند
- ۲۷ اسفند - مهدی علیپور، سنگنورد

## درگذشت‌ها

### فروردین

مازیار

- فروردین - گورگن پیچیکیان، معمار ایرانی ارمنی تبار (زاده ۱۲۹۵)
- فروردین - نورالدین مدرسی چهاردهی، دین‌شناس (زاده ۱۲۹۷)
- ۱۶ فروردین - مازیار (خواننده)، خواننده (زاده ۱۳۳۱)

### اردیبهشت

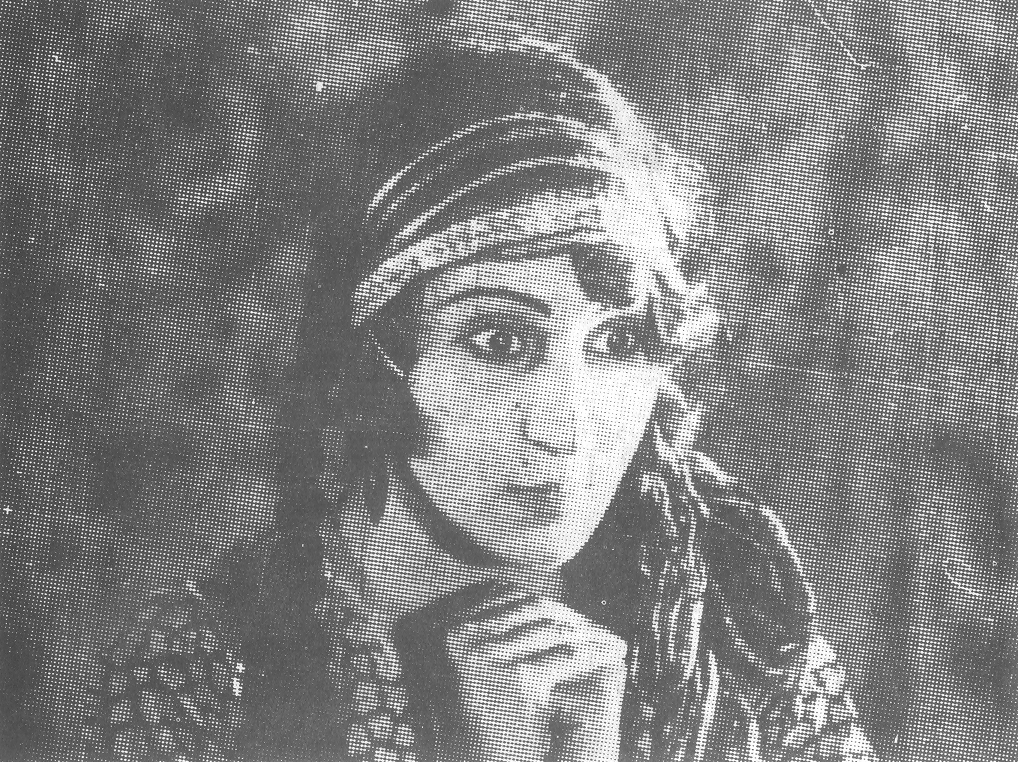
روح‌انگیز سامی‌نژاد

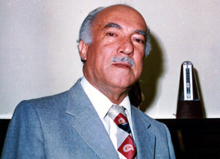
علی سلیمی

- ۲ اردیبهشت - علی سلیمی، نوازنده تار (زاده ۱۳۰۱)
- ۲ اردیبهشت - تقی مدرسی، نویسنده (زاده ۱۳۱۱)
- ۱۰ اردیبهشت - روح‌انگیز سامی‌نژاد، بازیگر و اولین بازیگر زن درسینمای ایران در اولین فیلم ناطق سینمای ایران به نام دختر لر (زاده ۱۲۹۵)

### خرداد

احمد پارسا

- خرداد - نظام‌الدین الهی قمشه‌ای، فیلسوف و رئیس کتابخانه دانشگاه تهران و برادر حسین الهی قمشه‌ای (زاده ۱۳۰۹)
- ۲ خرداد - احمد پارسا، نخستین استاد گیاه‌شناسی دانشگاه تهران (زاده ۱۲۸۶)
- ۳۱ خرداد - سید محمدباقر سلطانی، فقیه (زاده ۱۲۹۲)

### تیر

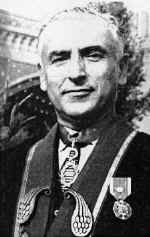
محمدعلی مجتهدی گیلانی

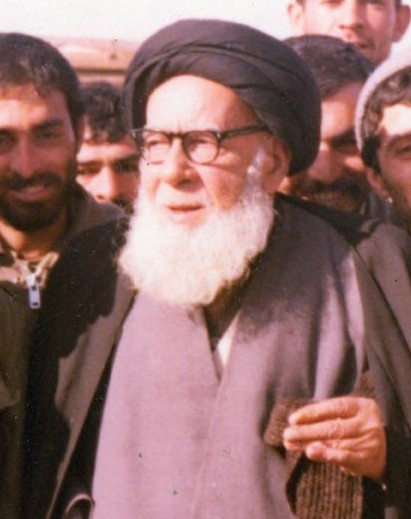
سید رضا بهاءالدینی

ابراهیم منصفی

- ۱ تیر - ابراهیم منصفی، شاعر، ترانه سرا، خنیاگر و نویسنده (زاده ۱۳۲۴)
- ۱۰ تیر - محمدعلی مجتهدی گیلانی، استاد دانشکده فنی دانشگاه تهران، رئیس دبیرستان البرز و بنیان‌گذار دانشگاه صنعتی شریف (زاده ۱۲۸۷)
- ۲۷ تیر - ناصر مهدی‌پور، کارگردان (زاده ۱۳۳۴)
- ۲۸ تیر - آیت‌الله سید رضا بهاءالدینی، فقیه و عارف شیعه اهل ایران (زاده ۱۲۸۷)

### مرداد
- ۳ مرداد - آیت‌الله العظمی سید محمد روحانی، فقید و روحانی و از مراجع تقلید شیعه (زاده ۱۲۹۹)
- ۲۳ مرداد - ناصر فرهنگ فر، نوازنده تنبک (زاده ۱۳۲۶)

### شهریور
- ۴ شهریور - بیژن نجدی، شاعر و داستان‌نویس (زاده ۱۳۲۰)
- ۶ شهریور - سید جلیل سیدزاده، سیاستمدار (زاده ۱۳۱۹)
- ۹ شهریور - استاد محمدکریم پیرنیا، پدر معماری سنتی ایران (زاده ۱۲۹۹)

### مهر

حبیب‌الله فضائلی

- مهر - محمود تبریزی‌زاده، نوازنده کمانچه و سنتور (زاده ۱۳۳۰)
- مهر - حبیب‌الله فضائلی، خوشنویس، محقق و مولف (زاده ۱۳۰۱)
- مهر - سرهنگ غلامرضا نجاتی، محقق و سرهنگ نیروی هوایی (زاده ۱۲۹۷)
- ۱۱ مهر - منوچهر مطیعی، داستان‌نویس و فیلمنامه‌نویس (زاده ۱۳۰۴)

### آبان

محمدعلی جمال‌زاده

جهانگیر فروهر

- آبان - شین پرتو، شاعر، نویسنده و زبان‌شناس و پدربزرگ ویشکا آسایش (زاده ۱۲۸۲)
- ۱۴ آبان - بابکن چوگاسزیان، ایران‌شناس و خاورشناس ایرانی ارمنی تبار (زاده ۱۳۰۲)
- ۱۴ آبان - علی تابش، گوینده رادیو و کمدین (زاده ۱۳۰۴)
- ۱۵ آبان - جهانگیر فروهر، بازیگر و پدر لیلا فروهر (زاده ۱۲۹۵)
- ۱۷ آبان - محمدعلی جمال‌زاده، نویسنده و پدر داستان‌نویسی ایران (زاده ۱۲۷۰)
- ۱۷ آبان - پروین صوفی، سیاستمدار (زاده ؟)

### آذر
- آذر - اوژن آفتاندلیانس، معمار ایرانی ارمنی تبار (زاده ۱۲۹۲)
- ۸ آذر - غلامحسین فیض اللهی، از برجسته‌ترین میناسازان (زاده ۱۳۰۷)
- ۲۱ آذر - مظفر سلطانی، بازیگر (زاده ۱۳۱۸)
- ۲۳ آذر - شاه‌میرزا مرادی، نوازنده سرنا (زاده ۱۳۰۷)

### دی

کامبیز صمیمی‌مفخم

محمد قاضی

عبدالواحد خنجی

- ۵ دی - محسن دولو، کاریکاتوریست (زاده ۱۲۹۹)
- ۱۸ دی - عبدالواحد خنجی، روزنامه نگار (زاده ۱۳۰۷)
- ۲۱ دی - کامبیز صمیمی‌مفخم، طراح عروسک، طراح صحنه و لباس، عروسک‌ساز، عروسک گردان و کارگردان (زاده ۱۳۳۱)
- ۲۴ دی - محمد قاضی، مترجم (زاده ۱۲۹۲)
- ۲۶ دی - محمود حلبی، روحانی شیعه (زاده ۱۲۷۹)

### بهمن

اسلام کاظمیه

- بهمن - هاکوپ پاپازیان، ارمنی‌شناس، شرق‌شناس و ایران‌شناس (زاده ۱۲۹۸)
- بهمن - اسلام کاظمیه، نویسنده {خودکشی} (زاده ۱۳۰۹)
- ۱۳ بهمن - علی تبریزلی، شاعر و نویسنده (زاده ۱۳۰۸)

### اسفند

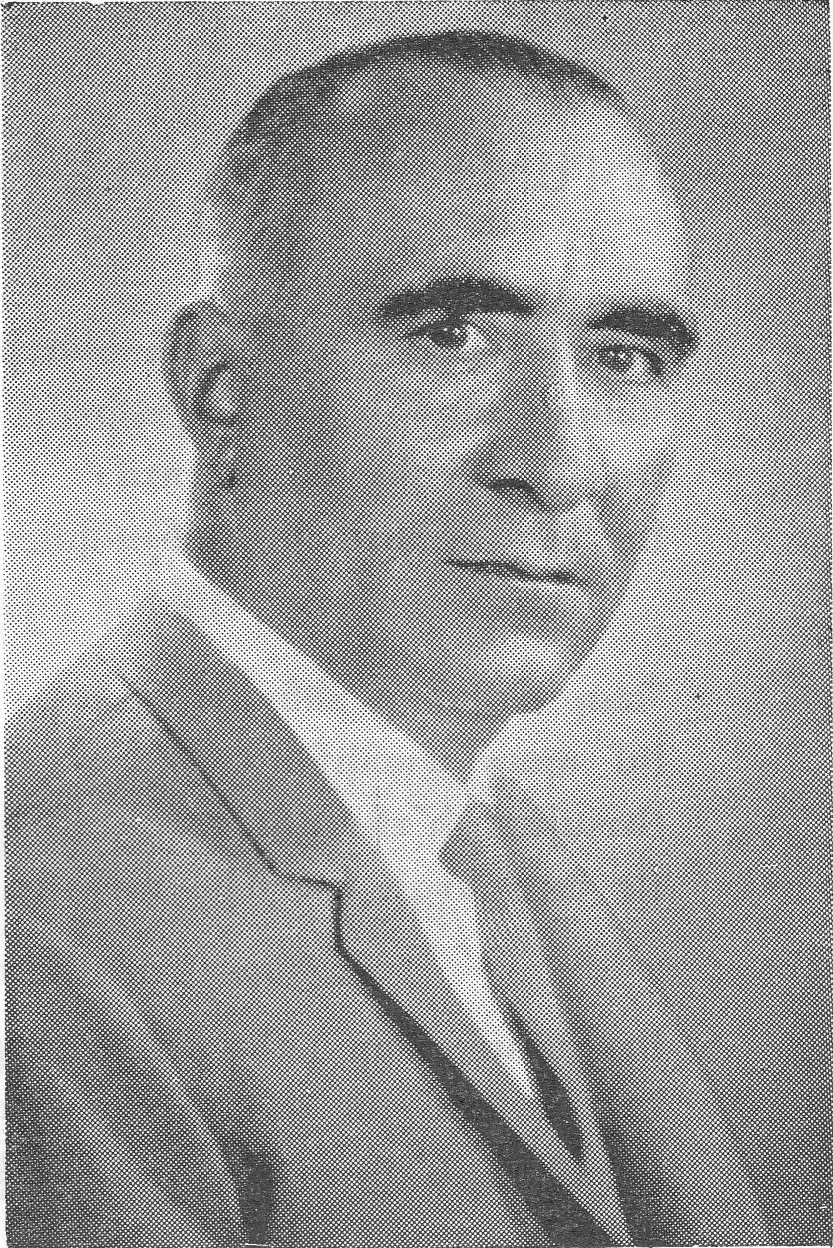
گالوست خاننتس

- اسفند - آلکس آقابابیان، مدیر دوبله ایرانی ارمنی تبار (زاده ۱۳۰۳)
- اسفند - میشا گیراگوسیان، طراح دیوارکوب ایرانی ارمنی تبار (زاده ۱۲۹۴)
- اسفند - شمس‌الملوک مصاحب، شاعر و نویسنده (زاده ۱۲۹۲)
- اسفند - گالوست خاننتس، شاعر ایرانی ارمنی تبار (زاده ۱۲۸۹)